# クンドリー (小惑星)
クンドリー (553 Kundry) は、小惑星帯の小惑星である。S型小惑星に分類され、フローラ族の軌道を回る。
マックス・ヴォルフによってハイデルベルクで発見され、リヒャルト・ワーグナーの楽劇『パルジファル』の登場人物にちなんで命名された。